# Talovka (kraj Kamtsjatka)
De Talovka (Russisch: Таловка), in de boven- en middenloop Koejoel genoemd, is een rivier in het noordoosten van het Russische Verre Oosten, gelegen in het noorden van de kraj Kamtsjatka. De rivier start op de westelijke hellingen van de Vetvejskirug van het Korjakengebergte, stroomt vervolgens in noordelijke richting langs de Parapolski Dol, doorsteekt het Penzjinagebergte en stroomt uiteindelijk uit in de Penzjinabaai van de Selichovbaai in de Zee van Ochotsk. De rivier wordt vooral gevoed door sneeuw. De rivier is gewoonlijk bevroren van eind oktober, begin november tot mei.